# Касперович Аркадій Олексійович
Арка́дій Олексі́йович Касперович (* 1908, Київ — † 1969) — український важкоатлет, майстер спорту, суддя міжнародної категорії.

## Життєпис
Займався в фізкультурно-спортивному товаристві «Динамо» (Харків).
Виступав в важкій та напівважкій вагових категоріях за клуби Києва та Харкова.
1933, 1935 та 1936 роки — чемпіон першості СРСР, в 1934 — срібний, 1932 — бронзовий призер першостей СРСР.
Чемпіон УРСР 1934 та 1936 років, 14-разовий рекордсмен УРСР.
9-разовий рекордсмен СРСР.
1934 року першим в Радянському Союзі штовхнув штангу вагою 150,7 кілограма.
1935 року на чемпіонаті УРСР в поштовху його результат 130 кілограмів повторив Яків Куценко.